# Jennifer Rhines
Jennifer Rhines, född den 1 juli 1974, är en amerikansk friidrottare som tävlar i medel- och långdistanslöpning.
Rhines har deltagit i tre olympiska spel på tre olika distanser. Vid Olympiska sommarspelen 2000 deltog hon på 10 000 meter där hon inte tog sig vidare till finalen. Vid Olympiska sommarspelen 2004 deltog hon i maraton där hon slutade på 34:e plats. Vid Olympiska sommarspelen 2008 slutade hon på fjortonde plats på 5 000 meter. 
Hon har även deltagit i tre VM-finaler. Vid VM 2001 och VM 2005 tog hon sig till final på 10 000 meter och slutade på 22:a respektive 16:e plats. Vid VM 2007 slutade hon på sjunde plats på 5 000 meter.

## Personliga rekord
- 5 000 meter - 14.54,29
- 10 000 meter - 31.17,31
- Maraton - 2.29.32